# Copa de las Naciones de la OFC 2012
La Copa de las Naciones de la OFC 2012 fue la novena edición del máximo torneo de fútbol a nivel selecciones de Oceanía. Se jugó entre el 1 y el 10 de junio de 2012. La sede originalmente era Fiyi, pero las revisiones a fines de marzo de 2012 determinaron que el país carecía de medios para albergar la competición, por lo que se decidió trasladar la competición a las Islas Salomón.
El torneo fue la segunda fase de la clasificación de OFC para la Copa Mundial de Fútbol de 2014, en donde los clasificados a semifinales, o sea los dos primeros de cada grupo, avanzaron a la tercera fase. Estos cuatro equipos son Nueva Caledonia, Nueva Zelanda, Tahití y las Islas Salomón. Esta edición se destaca de las demás por ser la primera que no fue ganada por Nueva Zelanda o Australia (ya no formaba parte de OFC), siendo Tahití el campeón y representante de la zona en la Copa FIFA Confederaciones 2013.
Para esta edición se creó un nuevo trofeo, cambiando el utilizado desde 1973 hasta 2008. Fue elaborado por Thomas Lyte, un líder industrial en la creación de trofeos de plata y oro, que también creó los utilizados en la MLS estadounidense y la Premier League inglesa, además, está asociado con la Confederación Asiática de Fútbol. Posee una base con los logos de los 11 miembros de la OFC, además de tres "brazos" de plata que sostienen a la esfera superior. Cada brazo representa una cultura oceánica, la melanesia, micronesia y polinesia, mientras que en la esfera se observa el mapa del Pacífico sur. Mide 55cm, tomó 65 horas terminarlo y está hecho casi totalmente de plata.

## Formato
Primero se disputó una fase clasificación entre las 4 selecciones peor Ranking FIFA; Samoa derrotó en dicha fase a Tonga, Samoa Americana y las Islas Cook para convertirse en el 8º clasificado a la competición. La primera fase consta de dos grupos de 4 equipos cada uno; los dos primeros de cada grupo avanzaran a la Segunda fase y también a la 3ª fase de las eliminatorias rumbo a Brasil 2014. La segunda fase cuenta de una ronda a eliminación directa, con semifinales y final a partido único; quien resulte vencedor será representante de la zona en la Copa FIFA Confederaciones 2013.

## Equipos participantes
En un principio se utilizaría como clasificatorio el torneo de Fútbol de los Juegos del Pacífico 2011 en donde el ganador, subcampeón y tercer lugar disputarían la Copa. Pero esta idea no tuvo aceptación debido a que Guam, miembro de la Confederación Asiática de Fútbol y Tuvalu y Kiribati, asociados a la OFC y no miembros de la FIFA también participaban en dicho certamen. Finalmente se realizó un torneo clasificatorio que juntó a los 4 equipos con peor Ranking FIFA en julio de 2011. Se disputó en Samoa entre el 21 y el 26 de noviembre de 2011 y los participantes fueron los siguientes:
| Pos. | Equipo          | Pts. | PJ | G | E | P | GF | GC | Dif. | Clasificación |     | SAM | TGA | ASA | COK |
| ---- | --------------- | ---- | -- | - | - | - | -- | -- | ---- | ------------- | --- | --- | --- | --- | --- |
| 1    | Samoa (H)       | 7    | 3  | 2 | 1 | 0 | 5  | 3  | +2   | Clasificado   |     | —   | 1–1 | 1–0 | —   |
| 2    | Tonga           | 4    | 3  | 1 | 1 | 1 | 4  | 4  | 0    |               |     | —   | —   | —   | 2–1 |
| 3    | Samoa Americana | 4    | 3  | 1 | 1 | 1 | 3  | 3  | 0    |               | —   | 2–1 | —   | 1–1 |     |
| 4    | Islas Cook      | 1    | 3  | 0 | 1 | 2 | 4  | 6  | −2   |               | 2–3 | —   | —   | —   |     |

 Fuente: 
La selección local, Samoa, ganó la fase consiguiendo 7 puntos, 3 más que Tonga y Samoa Americana. Así es que como la selección samoana se suma junto con las 7 selecciones mejor clasificadas de Oceanía.
El 15 de mayo de 2012 se presentaron las listas oficiales de cada selección participante. Sin embargo, el 18 de mayo la lista neozelandesa sufrió cambios debido a las lesiones de Ryan Nelsen y Craig Henderson que fueron remplazados por Ian Hogg y Adam McGeorge. Además, el 23 de dicho mes, tres futbolistas fiyianos se retiraron de la plantilla, sin ser remplazados. Lo que dejó a Fiyi con un total de 20 futbolistas para afrontar la competición. Ese mismo día, hubo un cambio de entrenadores en Vanuatu. El 28 hubo otra modificación en el plantel neozelandés, en el que Jake Gleeson remplazó a Dan Keat en la lista. Ricki Herbert, técnico de los Kiwis realizó una tercera modificación a la lista oficial, remplazando a Winston Reid, lesionado, por Tim Myers.
En cursiva los debutantes en la copa.
| Equipos participantes | Equipos participantes | Equipos participantes | Equipos participantes |
| --------------------- | --------------------- | --------------------- | --------------------- |
| Fiyi                  | Islas Salomón         | Nueva Caledonia       | Nueva Zelanda         |
| Papúa Nueva Guinea    | Tahití                | Vanuatu               | Samoa                 |

## Desarrollo
El 28 de mayo se celebró una ceremonia de bienvenida a las cuatro selecciones que habían llegado a Honiara (Nueva Caledonia, Samoa y Vanuatu, además del seleccionado local, las Islas Salomón). Entre las cosas que se mostraron en dicha ceremonia se incluye baile, cantos, y otras acciones que demuestran la cultura melanesia.
Con respecto al horario de los encuentros, el congreso de la OFC determinó que en la fase de grupos se jugarían dos partidos cada día, uno a las 12:00 y el otro a las 15:00. Además la selección local, las Islas Salomón jugará todos sus partidos de la fase de grupos en el segundo horario, intentando lograr que sea mayor la cantidad de público que pueda acceder al estadio. Las semifinales serán el 8 de junio, una a las 11:00 y otra a las 15:00, mientras que el partido por el tercer puesto se jugará el 10 de junio a las 11:00, y más tarde ese día, la final a las 15:00.
La competición comenzó el 1 de junio, con el encuentro entre Tahití y Samoa que terminó en una estrepitosa goleada 10-1 para los tahitianos, jugándose más tarde ese día Nueva Caledonia 5-2 Vanuatu, En estos dos partidos, se pudo observar la bandera de Nueva Caledonia no oficial, que provocó una queja del gobierno neocaledonio y que tuvo como respuesta una disculpa de la OFC, ya que la bandera debería ser la francesa. El segundo día fue el que dio comienzo al grupo B, Fiyi y Nueva Zelanda se enfrentaron a las 12:00 de la hora local, dando como resultado una victoria neozelandesa por 1-0. El siguiente partido ese mismo día terminó con idéntico resultado que el anterior, pero a favor de los locales, las Islas Salomón, sobre Papúa Nueva Guinea. Ambos partidos tuvieron una asistencia superior a los 12.000 espectadores, el primero tuvo 12.950 y el segundo lo presenciaron 15.000 personas. Pero ese día se dio otro suceso negativo, fue la cantidad de quejas que recibió la OFC por el mal funcionamiento de la cobertura en línea de la OFC TV, que se veía tildada. Debido a estas quejas, la Confederación oceánica dio la opción de ver gratis los partidos entre neozelandeses y fiyianos y el de los salomonenses contra papúes. Además de ofrecer una repetición del partido Fiyi-Nueva Zelanda.
Para la segunda fecha del Grupo A, jugada el domingo 3, Vanuatu se cruzó con Samoa, el partido finalizó 5-0 a favor de los vanuatuenses, aunque el cotejo pudo haber sido igualado por Samoa cuando estaba 1-0 vía penal, pero el tiro desde los 12 pasos lo malogró Andrew Setefano, siendo atajado por el arquero Seiloni Iaruel de 17 años de edad. El estadio durante ese partido estuvo prácticamente vacío durante todo el primer tiempo, comenzando recién a llegar las primeras personas en el segundo período, todos los espectadores se situaron en lugares con sombra o llevaron paraguas para protegerse del sol, debido a que al mediodía en las Islas Salomón el calor es sofocante. Aun así, fue uno de los partidos con menor convocatoria. El siguiente partido ese día fue el 4-3 a favor de Tahití ante Nueva Caledonia, los tahitianos se fueron al descanso ganando 3-0 y con dos hombres más. El arbitraje de Chris Kerr fue muy discutido por parte de los neocaledonios, que consideraban que el penal no lo había sido, de que en caso de serlo no debía ser roja y que la falta de la segunda expulsión no merecía dicha sanción. La segunda fecha continuó el lunes 4 con la victoria neozelandesa 2-1 sobre Papúa Nueva Guinea. Fiyi y las Islas Salomón se cruzaron algo más tarde y terminaron empatando 0-0, un resultado que no se daba en el fútbol oceánico hace casi 10 años. Este empate clasificó a los All Whites a la tercera fase de las eliminatorias y a las semifinales.

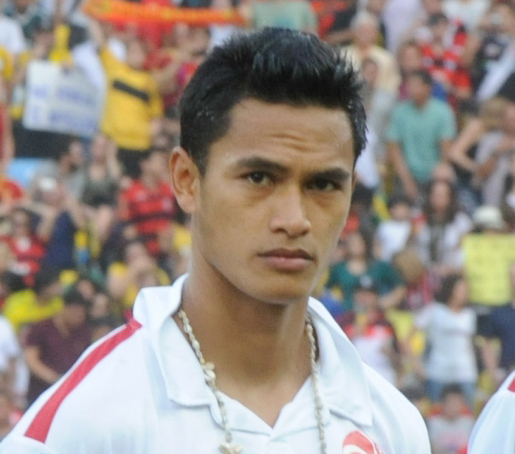
Steevy Chong Hue convirtió el gol con el que venció a en la final.

La tercera fecha arrancó con otra goleada en contra de Samoa, esta vez fue Nueva Caledonia, que venció a los samoanos 9-0, consiguiendo así avanzar de ronda. Tahití terminó de sacar su pasaje a la siguiente fase venciendo a Vanuatu 4-1. En el grupo A, Fiyi y Papúa Nueva Guinea terminaron 1-1 en un uno de los partidos con más oportunidades para cada equipo y que a la afición más fanatizó, dándole así el pasaje a los locales para semifinales. Que horas más tarde lograron un histórico empate ante los All Whites por 1-1.
La primera semifinal se dio entre la selección local, las Islas Salomón y Tahití. Con gol de Jonathan Tehau los tahitianos consiguieron el pase a una final continental luego de 16 años, siendo la edición 1996 la última en la que seleccionado representante de la Polinesia Francesa llegó al partido decisivo. En la segunda semifinal, Les Cagous sorprendieron al mundo futbolístico tras vencer a Nueva Zelanda, candidata al título, por 2-0.
El tercer puesto fue adquirido por los All Whites, que con una tripleta de Chris Wood y un tanto de Shane Smeltz venció 4-3 a las Islas Salomón. Fue la tercera vez que Nueva Zelanda finalizó en tercer lugar en la competición. En el entretiempo el encuentro estaba 3-0 a favor de los Kiwis, pero una histórica levantada salomonense puso en duda el resultado final, sin embargo, faltando solamente 1 minuto para el final del partido, Smeltz convirtió y le dio el triunfo a los neozelandeses.
La final, que cruzó a tahitianos y neocaledonios, y que por primera vez en la historia no tuvo como participantes a Australia o Nueva Zelanda, dio como saldo el primer título de Tahití, que con un tanto de Steevy Chong Hue venció 1-0, quedándose con la nueva edición del trofeo de la Copa de las Naciones de la OFC. Además, con esta victoria, la selección tahitiana clasificó a la Copa Confederaciones 2013

### Cobertura
Los 16 partidos de la Copa han sido cubiertos por diversos canales televisivos, entre ellos figuran VBTC en Vanuatu, EMTV en Papúa Nueva Guinea, FBCL en Fiyi, Polynesie Premiere en la Polinesia Francesa, Caledonie Premiere en Nueva Caledonia, Telekom TV en las Islas Salomón y otros tantos canales para grandes partes de Asia. Además, la Confederación de Fútbol de Oceanía ofreció un servicio de TV online (la OFC TV) que televisó los 16 encuentros vía Internet por el precio de $19,99 dólares neozelandeses, esta acción de la OFC buscó como objetivo que los fanes de Nueva Zelanda puedan ver a su selección (ya que en dicho país la competición no fue televisada) y poder ofrecer a gente de todo el mundo la oportunidad de ver al fútbol oceánico. A pesar de ello, un día antes del inicio de la competición, se comenzó a especular con que Sky Sports, canal neozelandés, televisara la competición, aunque finalmente no se solucionó nada y los fanes de los Kiwis debieron recurrir a la OFC TV para ver a su selección los dos primeros enfrentamientos. Sin embargo, se confirmó que el tercer partido de la fase de grupos ante las Islas Salomón, la semifinal, y el partido por el tercer puesto fueran televisados en Nueva Zelanda, lo cual finalmente sucedió.

### Sedes
Inicialmente el país que albergaría el campeonato era Fiyi. Y el National Stadium de Suva sería la única sede, pero se detectaron varios problemas con las instalaciones en las revisiones de marzo de 2012 y se trasladó la sede a las Islas Salomón. Por lo que el Lawson Tama, el estadio más grande del país, fue el que albergó la competición.
| Honiara                                              |
| ---------------------------------------------------- |
| Estadio Lawson Tama Capacidad: Entre 10.000 y 25.000 |
| 9°26′S 159°58′E / -9.433, 159.967                    |
|                                                      |

## Oficiales
El 14 de mayo de 2012 la OFC predispuso de los siguientes árbitros y asistentes para la competición:
| - Andrew Achari - Gerald Oiaka - John Saohu - Isidore Assiene-Ambassa - Chris Kerr - Peter O'Leary - Norbert Hauata - Abdelkader Zitouni - Bruce George | - Ravinesh Kumar - Terry Piri - Jackson Namo - Jan Hendrik Hintz - Mark Rule - David Charles - Paul Ahupu - Tevita Makasini - Michael Joseph |

## Primera fase
- Los horarios corresponden a la hora de las Islas Salomón (UTC+11)[25]

### Grupo A
| Pos. | Equipo          | Pts. | PJ | G | E | P | GF | GC | Dif. | Clasificación |
| ---- | --------------- | ---- | -- | - | - | - | -- | -- | ---- | ------------- |
| 1    | Tahití          | 9    | 3  | 3 | 0 | 0 | 18 | 5  | +13  | Segunda fase  |
| 2    | Nueva Caledonia | 6    | 3  | 2 | 0 | 1 | 17 | 6  | +11  | Segunda fase  |
| 3    | Vanuatu         | 3    | 3  | 1 | 0 | 2 | 8  | 9  | −1   |               |
| 4    | Samoa           | 0    | 3  | 0 | 0 | 3 | 1  | 24 | −23  |               |

 Fuente: 
| 1 de junio de 2012, 12:00 (UTC+11) | Samoa    | 1:10 (0:4) | Tahití                                                                                            | Lawson Tama, Honiara                                                    |                                                                         |
|                                    | Malo 70' | Reporte    | L. Tehau 8', 83', 84', 85' · J. Tehau 17', 78' · A. Tehau 19', 38' · T. Tehau 54' · Chong Hue 60' | Asistencia: 3.250 espectadores Árbitro(s): Gerald Oiaka (Islas Salomón) | Asistencia: 3.250 espectadores Árbitro(s): Gerald Oiaka (Islas Salomón) |

| 1 de junio de 2012, 15:00 (UTC+11) | Vanuatu                  | 2:5 (0:1) | Nueva Caledonia                                   | Lawson Tama, Honiara                                                     |                                                                          |
|                                    | Tasso 52' · Naprapol 61' | Reporte   | Kai 32', 58', 76' · Gope-Fenepej 66' · Kayara 87' | Asistencia: 5.000 espectadores Árbitro(s): Peter O'Leary (Nueva Zelanda) | Asistencia: 5.000 espectadores Árbitro(s): Peter O'Leary (Nueva Zelanda) |

| 3 de junio de 2012, 12:00 (UTC+11) | Vanuatu                                                              | 5:0 (2:0) | Samoa | Lawson Tama, Honiara                                                  |                                                                       |
|                                    | Naprapol 26' · B. Kaltack 45+1' · Malas 46' · Tasso 74' · Vava 90+3' | Reporte   |       | Asistencia: 6.000 espectadores Árbitro(s): John Saohu (Islas Salomón) | Asistencia: 6.000 espectadores Árbitro(s): John Saohu (Islas Salomón) |

| 3 de junio de 2012, 15:00 (UTC+11) | Tahití                                                      | 4:3 (3:0) | Nueva Caledonia                  | Lawson Tama, Honiara                                                  |                                                                       |
|                                    | A. Tehau 19' · Vallar 29' (pen) · L. Tehau 32' · Degage 84' | Reporte   | Bako 74' · Haeko 80' · Kauma 86' | Asistencia: 6.000 espectadores Árbitro(s): Chris Kerr (Nueva Zelanda) | Asistencia: 6.000 espectadores Árbitro(s): Chris Kerr (Nueva Zelanda) |

| 5 de junio de 2012, 12:00 (UTC+11) | Nueva Caledonia                                                                       | 9:0 (6:0) | Samoa | Lawson Tama, Honiara                                                    |                                                                         |
|                                    | Kayara 10' · Haeko 11', 44', 69', 86', 87' · Kabeu 22' · Ixoe 24' (pen) · Gnipate 42' | Reporte   |       | Asistencia: 1.000 espectadores Árbitro(s): Gerald Oiaka (Islas Salomón) | Asistencia: 1.000 espectadores Árbitro(s): Gerald Oiaka (Islas Salomón) |

| 5 de junio de 2012, 15:00 (UTC+11) | Tahití                                                        | 4:1 (2:0) | Vanuatu       | Lawson Tama, Honiara                                                     |                                                                          |
|                                    | Vallar 13' (pen) · J. Tehau 35' · A. Tehau 57' · T. Tehau 85' | Reporte   | Tasso 90+1' · | Asistencia: 1.000 espectadores Árbitro(s): Peter O'Leary (Nueva Zelanda) | Asistencia: 1.000 espectadores Árbitro(s): Peter O'Leary (Nueva Zelanda) |

### Grupo B
| Pos. | Equipo             | Pts. | PJ | G | E | P | GF | GC | Dif. | Clasificación |
| ---- | ------------------ | ---- | -- | - | - | - | -- | -- | ---- | ------------- |
| 1    | Nueva Zelanda      | 7    | 3  | 2 | 1 | 0 | 4  | 2  | +2   | Segunda fase  |
| 2    | Islas Salomón (H)  | 5    | 3  | 1 | 2 | 0 | 2  | 1  | +1   | Segunda fase  |
| 3    | Fiyi               | 2    | 3  | 0 | 2 | 1 | 1  | 2  | −1   |               |
| 4    | Papúa Nueva Guinea | 1    | 3  | 0 | 1 | 2 | 2  | 4  | −2   |               |

 Fuente: 
| 2 de junio de 2012, 12:00 (UTC+11) | Fiyi | 0:1 (0:1) | Nueva Zelanda | Lawson Tama, Honiara                                                                  |                                                                                       |
|                                    |      | Reporte   | 8' Smith      | Asistencia: 12.950 espectadores Árbitro(s): Isidore Assiene-Ambassa (Nueva Caledonia) | Asistencia: 12.950 espectadores Árbitro(s): Isidore Assiene-Ambassa (Nueva Caledonia) |

| 2 de junio de 2012, 15:00 (UTC+11) | Islas Salomón | 1:0 (1:0) | Papúa Nueva Guinea | Lawson Tama, Honiara                                                |                                                                     |
|                                    | Totori 5'     | Reporte   |                    | Asistencia: 15.000 espectadores Árbitro(s): Norbert Hauata (Tahití) | Asistencia: 15.000 espectadores Árbitro(s): Norbert Hauata (Tahití) |

| 4 de junio de 2012, 12:00 (UTC+11) | Papúa Nueva Guinea | 1:2 (0:1) | Nueva Zelanda        | Lawson Tama, Honiara                                              |                                                                   |
|                                    | Hans 89' (pen.)    | Reporte   | Smeltz 2' · Wood 52' | Asistencia: 4.700 espectadores Árbitro(s): Bruce George (Vanuatu) | Asistencia: 4.700 espectadores Árbitro(s): Bruce George (Vanuatu) |

| 4 de junio de 2012, 15:00 (UTC+11) | Fiyi | 0:0     | Islas Salomón | Lawson Tama, Honiara                                                    |                                                                         |
|                                    |      | Reporte |               | Asistencia: 13.600 espectadores Árbitro(s): Abdelkader Zitouni (Tahití) | Asistencia: 13.600 espectadores Árbitro(s): Abdelkader Zitouni (Tahití) |

| 6 de junio de 2012, 12:00 (UTC+11) | Papúa Nueva Guinea | 1:1 (0:1) | Fiyi         | Lawson Tama, Honiara                                                   |                                                                        |
|                                    | Jack 85'           | Reporte   | Dunadamu 14' | Asistencia: 7.000 espectadores Árbitro(s): Abdelkader Zitouni (Tahití) | Asistencia: 7.000 espectadores Árbitro(s): Abdelkader Zitouni (Tahití) |

| 6 de junio de 2012, 15:00 (UTC+11) | Nueva Zelanda | 1:1 (1:0) | Islas Salomón | Lawson Tama, Honiara                                                |                                                                     |
|                                    | Wood 13'      | Reporte   | Totori 56'    | Asistencia: 15.000 espectadores Árbitro(s): Norbert Hauata (Tahití) | Asistencia: 15.000 espectadores Árbitro(s): Norbert Hauata (Tahití) |

## Segunda fase
|  | Semifinales          | Semifinales          |   |                                    | Final                              | Final               |  |
|  | 8 de junio de 2012   | 8 de junio de 2012   |   |                                    | 10 de junio de 2012                | 10 de junio de 2012 |  |
|  |                      |                      |   |                                    |                                    |                     |  |
|  | Lawson Tama, Honiara |                      |   |                                    |                                    |                     |  |
|  | Tahití               | 1                    |   |                                    |                                    |                     |  |
|  | Islas Salomón        | 0                    |   |                                    |                                    |                     |  |
|  |                      |                      |   |                                    |                                    |                     |  |
|  |                      |                      |   |                                    | Lawson Tama, Honiara               |                     |  |
|  |                      |                      |   |                                    | Tahití                             | 1                   |  |
|  |                      | Nueva Caledonia      | 0 |                                    |                                    |                     |  |
|  |                      |                      |   |                                    |                                    |                     |  |
|  |                      |                      |   |                                    |                                    |                     |  |
|  |                      |                      |   |                                    | Tercer lugar                       |                     |  |
|  | Lawson Tama, Honiara | Lawson Tama, Honiara |   | 10 de junio - Lawson Tama, Honiara | 10 de junio - Lawson Tama, Honiara |                     |  |
|  | Nueva Zelanda        | 0                    |   | Islas Salomón                      | 3                                  |                     |  |
|  | Nueva Caledonia      | 2                    |   |                                    | Nueva Zelanda                      | 4                   |  |

### Semifinales
| 8 de junio de 2012, 11:00 (UTC+11) | Tahití       | 1:0 (1:0) | Islas Salomón | Lawson Tama, Honiara                                                      |                                                                           |
|                                    | J. Tehau 16' | Reporte   |               | Asistencia: 15.000 espectadores Árbitro(s): Peter O'Leary (Nueva Zelanda) | Asistencia: 15.000 espectadores Árbitro(s): Peter O'Leary (Nueva Zelanda) |

| 8 de junio de 2012, 15:00 (UTC+11) | Nueva Zelanda | 0:2 (0:0) | Nueva Caledonia              | Lawson Tama, Honiara                                                |                                                                     |
|                                    |               | Reporte   | Kai 60' · Gope-Fenepej 90+2' | Asistencia: 15.000 espectadores Árbitro(s): Norbert Hauata (Tahití) | Asistencia: 15.000 espectadores Árbitro(s): Norbert Hauata (Tahití) |

### Tercer lugar
| 10 de junio de 2012, 11:00 (UTC+11) | Islas Salomón                | 3:4 (0:3) | Nueva Zelanda                     | Lawson Tama, Honiara                                                   |                                                                        |
|                                     | Teleda 48' · Totori 54', 88' | Reporte   | Wood 11', 25', 30' · Smeltz 90+4' | Asistencia: 7.000 espectadores Árbitro(s): Abdelkader Zitouni (Tahití) | Asistencia: 7.000 espectadores Árbitro(s): Abdelkader Zitouni (Tahití) |

### Final
| 10 de junio de 2012, 15:00 (UTC+11) | Tahití        | 1:0 (1:0) | Nueva Caledonia | Lawson Tama, Honiara                                                     |                                                                          |
|                                     | Chong Hue 11' | Reporte   |                 | Asistencia: 9.000 espectadores Árbitro(s): Peter O'Leary (Nueva Zelanda) | Asistencia: 9.000 espectadores Árbitro(s): Peter O'Leary (Nueva Zelanda) |

| Bandera de Polinesia Francesa |
| Campeón Tahití                |
| Primer título                 |

## Distinciones individuales

### Goleadores
6 goles
- Jacques Haeko

5 goles
- Chris Wood
- Lorenzo Tehau

4 goles
- Bertrand Kaï
- Benjamin Totori
- Alvin Tehau
- Jonathan Tehau

3 goles
- Robert Tasso

2 goles
- Georges Gope-Fenepej
- Roy Kayara
- Shane Smeltz
- Steevy Chong Hue
- Teaonui Tehau
- Nicolas Vallar
- Jean Nako Naprapol

1 gol
- Maciu Dunadamu
- Marius Bako
- Kalaje Gnipate
- Judikael Ixoée
- Iamel Kabeu
- Dick Kauma
- Tommy Smith
- Niel Hans
- Kema Jack
- Silao Malo
- Himson Teleda
- Roihau Degage
- Brian Kaltack
- Derek Malas
- Freddy Vava

### Mejor jugador del torneo
| Jugador        | Selección |
| -------------- | --------- |
| Nicolas Vallar | Tahití    |

### Guante de oro
Entregado al mejor arquero de toda la competición.
| Jugador        | Selección       |
| -------------- | --------------- |
| Rocky Nyikeine | Nueva Caledonia |

## Estadísticas

### Clasificación final
| Equipo | Equipo             | Pts | PJ | PG | PE | PP | GF | GC | Dif | Rend  |
| ------ | ------------------ | --- | -- | -- | -- | -- | -- | -- | --- | ----- |
| 1      | Tahití             | 15  | 5  | 5  | 0  | 0  | 20 | 5  | 15  | 100%  |
| 2      | Nueva Caledonia    | 9   | 5  | 3  | 0  | 2  | 19 | 7  | 12  | 60,0% |
| 3      | Nueva Zelanda      | 10  | 5  | 3  | 1  | 1  | 8  | 7  | 1   | 66,6% |
| 4      | Islas Salomón      | 5   | 5  | 1  | 2  | 2  | 5  | 6  | -1  | 33,3% |
| 5      | Vanuatu            | 3   | 3  | 1  | 0  | 2  | 8  | 9  | -1  | 33,3% |
| 6      | Fiyi               | 2   | 3  | 0  | 2  | 1  | 1  | 2  | -1  | 22,2% |
| 7      | Papúa Nueva Guinea | 1   | 3  | 0  | 1  | 2  | 2  | 4  | -2  | 11,1% |
| 8      | Samoa              | 0   | 3  | 0  | 0  | 3  | 1  | 24 | -23 | 00,0% |